# Anna Adam
Anna Adam (geboren am 21. März 1963 in Siegen) ist eine deutsche Malerin, Bühnenbildnerin, Diplompädagogin und Ausstellungsgestalterin.

## Leben
Als Kind einer Überlebenden des Holocaust setzt sie sich in ihren Arbeiten provokativ mit dem Judentum auseinander. Auf die Frage, wie sie selbst ihr satirisches Schaffen einschätzt, antwortete sie:

„Das ist mehr Notwehr. Wenn du zu jüdischen Themen arbeitest und immer wieder mit Blödsinnigkeiten konfrontiert wirst – wie ‚Ach, Sie sind Jüdin, Sie sind aber noch so jung‘ oder ‚Oh, Sie sind Jüdin, Sie sprechen aber gut Deutsch‘ – dann sagt man sich irgendwann: Wenn es nicht so blöd wäre, könnte man darüber lachen.“

Sie studierte von 1983 bis 1990 in Düsseldorf und Hannover, ab 1990 arbeitete sie in beiden Städten als freie Dozentin und erhielt 1994 das Wilhelmina-Kunststipendium in Amsterdam. Seitdem wurden ihre Arbeiten in zahlreichen Ausstellungen gezeigt, u. a. in Amsterdam und mit Act Up, Künstler gegen AIDS in London. Seit 1997 ist sie Mitglied der Gruppe Meshulash (hebr. ‚Dreieck‘), in der jüdische und nicht-jüdische Künstler und Intellektuelle aus verschiedenen Ländern kulturelle Aktivitäten organisieren und sich bei politischen Fragen zu Wort melden: Die Gruppe wurde 1991 nach den Ausschreitungen in Rostock-Lichtenhagen, die sich gegen ausländische Asylbewerber richteten, gegründet. 2002 fand ihre kontroverse Ausstellung Feinkost Adam im Jüdischen Museum in Fürth statt. Die Ausstellung zeigte u. a. einen ironisierten jüdischen Tante-Emma-Laden, mit einem Sortiment aus Wärmekissen mit aufgenähtem Davidstern oder Plüsch-Schweinchen (die, so erklärte das Informationsschreiben zur Ausstellung, von Juden ja nicht zu befürchten hätten, verspeist zu werden). Joel Berger, der Sprecher der Rabbinerkonferenz Deutschland, warf der Künstlerin daraufhin Judenhetze und Antisemitismus vor.
Anna Adam lebt zusammen mit der Sängerin Jalda Rebling als freischaffende Künstlerin und Bühnenbildnerin in Berlin.

## Veröffentlichungen mit Eva Lezzi
- Beni, Oma und ihr Geheimnis. Hentrich & Hentrich, Berlin 2010, ISBN 978-3-942271-07-3.
- Chaos zu Pessach. Hentrich & Hentrich, Berlin 2012, ISBN 978-3-942271-51-6.
- Benni und Oma in den Gärten der Welt. Hentrich & Hentrich, Berlin – Leipzig, 2021, ISBN 978-3-95565-430-6.
- Lilly und Willy. Herausgegeben von der Stadt Beelitz. Hentrich & Hentrich, Leipzig, 2022, ISBN 978-3-95565-508-2.

## Ausstellungen
- Feinkost Adam. Jüdisches Museum, Fürth 2002.
- Beteiligung an der Ausstellung Mendels Töchter und Söhne mit 24 Std jüdischer Alltag leicht gemacht. Jüdische Kulturtage, Berlin 2004.
- Green Jews - Umweltschutz und Judentum. Alte Synagoge, Essen 2025.

## Film
- Jalda und Anna – Erste Generation danach (Dokumentarfilm, 2012)[4]